# 巴西犬牙石首魚
巴西犬牙石首魚為輻鰭魚綱鱸形目鱸亞目石首魚科的其中一種，分布於西大西洋區，從尼加拉瓜至巴西海域，棲息深度可達70公尺，本魚背面銀色，往往帶有綠色的反射藍色，上腹部白色，背鰭和尾鰭黑色，腹鰭和臀鰭黃色。鰓蓋內黑，口大且尖，下顎突出，上顎具大型犬齒牙，下巴沒有觸鬚或明顯的毛孔，背鰭硬棘11枚；背鰭軟條20-24枚；臀鰭硬棘2枚；臀鰭軟條8-10枚，體長可達90.8公分，棲息在沙泥底質近海，可做為食用魚及遊釣魚。